# Laberint lògic
Els laberints lògics són laberints amb moviments condicionats per normes especials que solen afectar les seqüències de les passes, determinar els llocs de comprovació i altres. Foren inventats a finals del segle xix. Hi ha de distints tipus:
- Els laberints de nombres: consisteixen en una quadrícula on alguns dels seus quadrats té un nombre dins. Un d'aquests quadrats que formen la quadrícula és l'entrada i un altre és l'eixida, el qual està buit. Cada nombre implica quantes caselles pot moure en qualsevol direcció.[1]
- Els laberints multicursals: no se sap quina és l'entrada i quina és l'eixida, i el jugador cal que responga una sèrie de preguntes.[1]

Tres alumnes de la Universitat Comlutense de Madrid van desenvolupar un programa per a dissenyar laberints lògics. Van crear laberints lògics al videojoc StarCraft.